# Пуукко
Пу́укко (от фин. puukko [ˈpuːkːo] ← puu — «дерево») — традиционная североевропейская, в основном, финская форма ножа. Один из главных типов универсальных ножей с фиксированным клинком.

## Этимология
Первоначально пуукко по-фински называли veitsi, то есть просто «нож». Слово puukko стали использовать для выделения национального ножа из других типов ножей. Дословно пу́укко означает «нож с деревянной рукоятью» (пу́у по-фински означает «дерево»).
По другой версии слово пуукко происходит от немецкого названия ножа pook, которым немецкие купцы снабжали северные районы Швеции. Из шведскоязычных поселений изменившееся название ножа могло попасть в финоязычную среду.
От слова пуукко в финском языке образован глагол puukottaa — «колоть, наносить раны» или «убивать при помощи ножа» и специфическое слово puukkojunkkari — «хулиган, молодчик, вооружённый ножом».

## Характеристики пуукко
Клинок — прямой, небольшой длины, обычно короче рукояти, 60—100 мм, со сравнительно толстым обухом. В сечении — клинообразный, иногда с долами. Спуски клинка обычно — сравнительно низкие, режущая кромка образована спусками без подводов. Спинка клинка — прямая, либо слегка ниспадающая (дроп-пойнт), на некоторых моделях присутствует «щучка» — скос обуха, некоторые охотничьи шкуросъёмные разновидности имеют легко вздёрнутую линию обуха (трейлинг-пойнт). Для изготовления клинков используют прочные марки сталей, как композитные, порошковые (RWL-34, 3G) и дамасские (ATS34, 12C27, S35VN), так и моностали, углеродистые (NK-036А, Allround 731, UHC) и нержавеющие (X50C8, 65Х13, 154СМ, 9Cr14MoV, 440C, 50Х14МФ, Х12МФ, X46Cr13, 95Х18) с твердостью 55—65 HRС.
Рукоять традиционно выполняют из дерева, чаще всего используют берёзу, в том числе карельскую. Особенно ценят древесину березовых капов, обладающую исключительной прочностью и очень красивой текстурой. Для предохранения древесины рукояти от намокания и гниения используют особую технику «проващивания» — погружение на несколько дней в расплавленный пчелиный воск, который насквозь пропитывает рукоять. При пользовании ножом воск способствует «приклеиванию» рукояти к руке. Для изготовления рукояти используют и другие породы древесины, обладающие высокой прочностью и вязкостью. Используют падук, самшит, морёный граб, стабилизированный клён, «чёрное» дерево (эбен и палисандр), ольховый и ореховый капы, барбарис и можжевельник (арча).
На рукояти обычно отсутствуют выраженные подпальцевые упоры и гарда. Голова рукояти традиционно имеет изгиб либо «грибок» для удобства вынимания ножа из ножен; иногда на голове размещают своеобразный гребень для определения пространственной ориентации клинка на ощупь; в некоторых разновидностях голова украшена объёмным изображением животного из медного сплава, чаще всего головой лошади.
Ножны выполняют из кожи (обычно телячьей) либо плетёные из берёсты. В конструкцию ножен может входить деревянный вкладыш для клинка. Нож глубоко утапливают в ножнах и он держится в них за счёт трения между ножнами и рукоятью. Конструктивно ножны могут либо состоять из двух скрепляемых друг с другом плоских деталей, напоминающих формой силуэт рыбы с плавниками, либо сворачиваться трубой из одного листа. Часто ножны имеют металлический прибор. Подвес либо поясной (на ремень), либо шейный. В последнем случае часто используют ножны с крышечкой, полностью закрывающей рукоять.

## Происхождение и история пуукко
Форма пуукко восходит к дожелезной эпохе. Бронзовые и костяные орудия, найденные на территории Скандинавии, по конструкции практически не отличаются от современных стальных ножей. В X—XII веках ножи, родственные пуукко, были традиционны для всей северной Европы, включая европейскую территорию России.
Обособление пуукко в группе скандинавских ножей, формирование финских национальных ножевых традиций и оформление ножа в качестве национального символа произошло довольно поздно, в конце XVII—XVIII веков. Вероятнее всего, финские пуукко впервые появились в провинции Южная Похьянмаа. Центром производства первых пуукко стал город Каухава.
«Золотым веком» пуукко считают конец XIX века.
В преддверии летней Олимпиады 1940 года, не состоявшейся из-за войны, а также к летней Олимпиаде 1952 года были выпущены партии «олимпийских финок», некоторые из них сейчас — дорогая коллекционная редкость.
В Финляндии с 1977 года существует запрет на ношение ножа в черте города.
В настоящее время пуукко является одним из самых популярных финских сувениров.

## Использование пуукко
Помимо гражданского применения в качестве рабочего ножа пуукко является традиционным холодным оружием в финской армии, как в качестве декоративного элемента военной формы, так и в качестве полевого инструмента. Даже штык-нож к штурмовой винтовке Valmet Rk-62 (финская копия автомата Калашникова) был сконструирован на основе этого национального ножа.

## Классификация пуукко
Существует большое число разновидностей национальных финских ножей, различаемых по назначению, региону изготовления или использования, историческому периоду. Кроме того, собственное название могут иметь отдельные модели пуукко.

### По назначению
- Yleispuukko — нож для работы с деревом (плотницкий)
- Vuolupuukko — нож для резьбы по дереву
- Eräpuukko — большой охотничий нож
- Vaarinpuukko — малый охотничий нож
- Metsästyspuukko — охотничий нож
- Avauspuukko — нож с небольшим клинком для потрошения птицы, мелкой дичи и рыбы
- Nylkypuukko — шкуросъёмный нож (скиннер)
- Fileerauspuukko — рыбацкий филейный нож
- Pikkunikkarinpuukko — нож для маленьких детей с гардой и скруглённым остриём
- Partiopuukko — нож скаута

### Исторические и региональные разновидности
- Vöyri puukko — одна из наиболее древних разновидностей пуукко. Была распространена в Остерботнии. Отличается особо украшенным внешним видом. Рукоять с обоих концов прикрывали сравнительно длинными латунными оковками, либо целиком была латунной. Отмечено шведское влияние на конструкцию и внешний вид ножа. Ножны — обычно симметричные, с прибором из латуни. Также применяли так называемые «пузатые» ножны с выпирающей с одной стороны деталью, напоминающей толстый живот. Vöyri puukko использовали больше как статусный предмет парадного костюма, украшение, либо торжественный столовый прибор
- Jalasjärvi puukko — рабочие ножи из местечка Яласьярви. Отличительная черта — изгиб ножен у наконечника
- Kalajokilaakso puukko — особо богато украшенные ножи из местечка Калайокилааксо
- Härma puukko — названные по одноимённому местечку в провинции Южная Похьянмаа. Считают, что именно эти ножи чаще всего использовали в драках и стычках. Отличаются простым внешним видом. Клинок с прямым обухом без долов. На рукояти — достаточно длинная оковка со стороны клинка. На противоположной оковке часто выполняют небольшой гребень для правильного ориентирования ножа на ощупь. Иногда в ножнах делают карман для небольших вспомогательных ножей — юнки (junki)
- Kauhava puukko — пуукко, произведённые в городе Каухава. В городе расположено значительное количество крупных и мелких фирм, производящих пуукко, здесь работали знаменитые мастера Iisakki Järvenpää и Kustaa Lammi. Считают, что именно в Каухаве появились многие отличительные черты пуукко, такие как завершение ножен в виде «хвоста лосося», навершие рукояти «грибком», украшенные навершия в виде литых голов зверей и птиц, химическое травление надписей и изображений на клинках. К этому типу пуукко относят и серийные модели производства Fiskars, Iisakki Järvenpää Oy, Hackman Sorsakoski и других предприятий Каухавы
- Rautalammi puukko
- Toijala puukko
- Pekanpaa puukko
- Kainuu puukko
- Саамский нож леуку (leuku, lapinpuukko) иногда считают северной разновидностью пуукко

### Названия отдельных моделей
- Svinhufvudin puukko (пуукко Свинхувуда) называли также Укко-Пекка (Ukko-Pekka — «старина Пекка» — прозвище Свинхувуда) — нож национальной гвардии Финляндии (модель M27), названный в честь Пера Эвинда Свинхувуда, пропагандировавшего ношение ножа личным примером
- Olympiapuukko — сувенирный нож, изготовленный в честь летней Олимпиады 1940 года, которая должна была состояться в Хельсинки (отменена из-за Второй мировой войны). В настоящее время является коллекционной редкостью. Также сувенирные пуукко во множестве вариантов выпускали к летней Олимпиаде 1952 года в Хельсинки
- Sotapuukko (от sota — «война») — пуукко военного времени (Зимней войны, Второй мировой войны, Войны-продолжения). Произвольный нож, используемый в финских боевых и добровольческих подразделениях. Не представляет собой особой разновидности и не имеет каких бы то ни было отличительных признаков. Обычно имеет сравнительно крупный клинок. Характерны клейма и надписи рода войск, соединений и организаций, к которым принадлежал владелец. Популярна замена деревянной рукояти на наборную из различных пластиков. Также популярны ножны из листового алюминия из обшивки сбитых самолётов противника
- Eräpuukko (повторяет название традиционного типа охотничьего пуукко) или Vietnamin puukko (вьетнамский пуукко) — нож финской компании Hackman, являющийся переработкой боевого «ножа выживания» (англ. Survival Knife) в американской традиции с клинком копьевидной формы, пилой на обухе, развитой двусторонней гардой и полостью в рукояти для носимого аварийного запаса. Нож пользовался большой популярностью в американских войсках в период войны во Вьетнаме, так как по качеству значительно превосходил американские аналоги. К традиционному пуукко, вопреки названию, нож отношения не имел
- Ilves — «рысь» — коммерческое название серии пуукко, производимой фирмой Marttiini по настоящее время
- Wirkkala puukko — одна из наиболее коммерчески успешных моделей пуукко, разработанная известным финским дизайнером Тапио Вирккала (Tapio Wirkkala) в 1960-х годах и производимая фирмами Hackman и Fiskars
- Sissipuukko (дословно «партизанский пуукко») — торговая марка боевого и универсального лагерного ножа (модели M95 и M07), разработанного капитаном Пелтоненом (Juha-Pekka Peltonen и выпускаемого фирмой «Фискарс». Разрабатывали как штык-нож, в итоге пошёл в серию как боевой нож и универсальный вспомогательный инструмент.

## Производители пуукко и родственных им ножей
- Iisakki Järvenpää, Каухава, Финляндия
- Marttiini, Рованиеми, Финляндия/Эстония
- Ahti, Финляндия
- H. Roselli, Финляндия
- WoodJewel, Финляндия
- Kainuun Puukko, Финляндия
- Eräpuu, Финляндия
- Fiskars Corporation, Финляндия
- Lapinpuukko, Финляндия
- KJ Eriksson, Швеция
- Morakniv, Швеция
- Frosts, Швеция
- Helle, Холмедал, Норвегия
- Viking Nordway, Китай
- ООО «Павловские ножи», Россия
- Южный Крест, Россия
- Виталий Берегов,("Оберег"Россия")

Кроме этого, отдельные модели, родственные пуукко, выпускают фирмы: Cold Steel (США), Fällkniven (Швеция), АиР (Россия), Кизляр (Россия), РОСоружие (Россия), Олимп (Россия), Гебо (Россия), Mikov (Чехия).

## Влияние пуукко на ножевые традиции
Один из производителей пуукко — Иисакки Ярвенпяя (Iisakki Järvenpää) с 1888 года был поставщиком ножей для российского императорского двора. Ещё до русской революции 1917 года финские ножи получили известность в России. Во время советско-финской войны 1939—1940 пуукко успешно применяли финские бойцы, что дало повод к разработке и принятию на вооружение РККА «ножа разведчика» НР-40.

### Пуукко в культуре
- Финское общество пуукко (фин.)
- Официальный сайт ежегодного фестиваля пуукко в г. Каухава (фин.) (швед.) (англ.) (фр.) (нем.)

### История пуукко
- История финского ножа

### Применение пуукко
- М. Лучин. Нож финского разведчика
- Боевой финский нож

### Коллекции пуукко
- Частная коллекция пуукко

### Влияние пуукко
- А. Марьянко. Правда о русской финке